# Romain Dumas

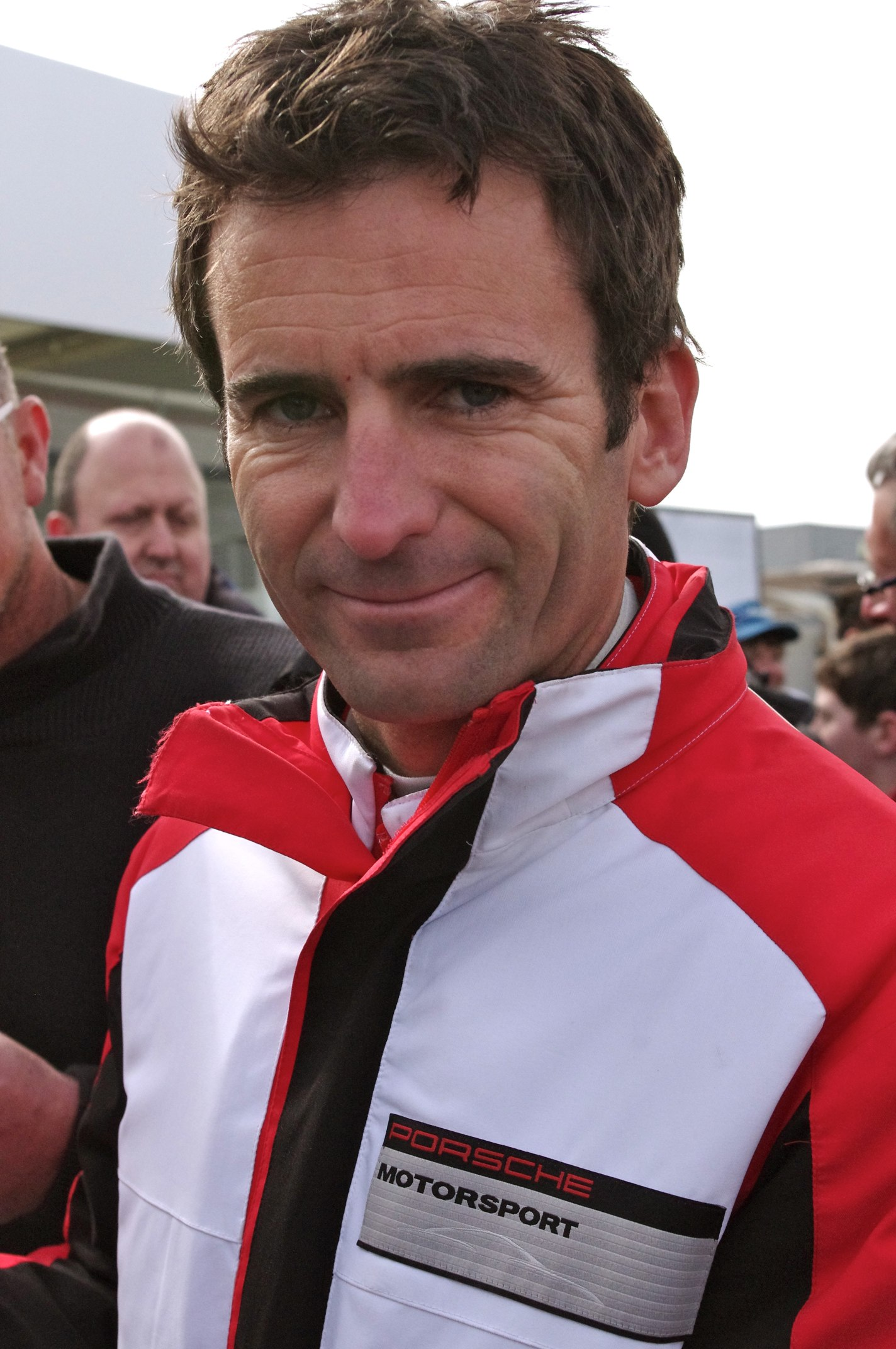
Romain Dumas in Silverstone in 2014.

Romain Dumas (Alès, 14 december 1977) is een Frans autocoureur. Hij was fabriekspiloot voor Audi en Porsche in langeafstandsraces. Hij won tweemaal de 24 uur van Le Mans (2010, 2016) en viermaal de 24 uur van de Nürburgring (2007, 2008, 2009, 2011).
Hij won ook de 24 uur van Francorchamps in 2010 en de 12 uur van Sebring in 2008. Hij won ook driemaal de Pikes Peak International Hill Climb (2014, 2016, 2017).

## Biografie
Dumas begon met karten in 1992 en nam in 1996 deel aan het Franse Formule Renault kampioenschap. In 1998 reed hij in het Franse Formule 3 kampioenschap.
Hij testte een Formule 3000-auto voor Oreca in 1999, een Renault F1-wagen in 2002 en ook een Champ Car in 2004. Hij reed echter geen enkele race in deze categorieën.
In 2001 en 2002 reed hij in de Euro Formula 3000.
Hij heeft deelgenomen aan elke editie van de 24 Uur van Le Mans sinds 2001. In 2010 won hij de wedstrijd, samen met Timo Bernhard en Mike Rockenfeller in een Audi R15 TDI. In 2004 stapte hij over naar de American Le Mans Series en reed hij voor Alex Job Racing in de GT2-klasse. Vanaf 2006 reed hij voor Penske Racing in een Porsche RS Spyder. Hij won het kampioenschap in de LPM2-klasse met teamgenoot Timo Bernhard.
In 2007, 2008 en 2009 won hij de 24 uur van de Nürburgring, samen met Timo Bernhard, Marc Lieb en Marcel Tiemann voor Team Manthey Racing.
Dumas was gedurende vele jaren fabriekspiloot voor Porsche, ook wanneer hij ondertussen met een Audi reed voor Joest Racing. Van 2013 tot en met 2016 reed hij enkel voor Porsche waarmee hij in 2016 wereldkampioen werd in het FIA World Endurance Championship.